# المتنزه الوطني في أعالي النيجر
المتنزه الوطني في أعالي النيجر هو متنزه وطني في غينيا نُشر في الجريدة الرسمية في يناير 1997 ويبلغ مساحته الأساسية 554 كيلومتر مربع (214 ميل2). يحمي المتنزه مساحات مهمة من الغابات والسافانا، ويُعتبر من أولويات الحفظ لغرب إفريقيا ككل.

## التاريخ
تُعد المناطق ذات التأثير البشري المنخفض نادرة نسبيًا الآن في غينيا، ولا توجد إلا في المناطق ذات الكثافة السكانية المنخفضة. إحدى هذه المناطق هي منطقة غابة مافو، وهي آخر منطقة متبقية من الغابات الجافة في غينيا وواحدة من المناطق القليلة المتبقية في غرب إفريقيا. عدد سكان هذه المنطقة منخفض بسبب انتشار حالات الإصابة بالعمى النهري ونتيجة للحملات التي قام بها ساموري توري في الجزء الأخير من القرن التاسع عشر. كانت المنطقة مضطربة قليلاً في الخمسين سنة الماضية. يتكون المنتزه من منطقتين، منطقة محمية أساسية ومنطقة عازلة حيث يُشجع السكان المحليين فيها على استخدام موارد المنطقة بطريقة مستدامة. يُسمح بالزراعة وجمع المنتجات الحرجية غير الخشبية. تدير الحكومة صيد الأسماك والصيد وجمع الأخشاب بالتعاون مع المجتمعات المحلية. منذ عام 2005، تُعد المنطقة المحمية وحدة الحفاظ على الأسد. 

## البيئة
يُغطي المنتزه عدة مناطق بيئية، يغلب عليها السافانا، وتتكون من غابات والأدغال. تتكون مساحة أصغر من المنتزه من غابات على ضفاف نهر النيجر ونهر مافو. حوالي خمسة بالمائة من المتنزه زراعي، على طول أطراف المتنزه. المنتزه معرض لحرائق متكررة خلال موسم الجفاف.

## الحيوانات
كشفت الدراسات الاستقصائية التي أجريت في المنتزه خلال الفترة 1996-1997 عن وجود مجموعة حيوانية ثديية متنوعة من 94 نوعًا بما في ذلك:
- 24 قارض
- 18 خفاشًا : خفاش فاكهة كتاف فرانكيه (Epomops franqueti)، خفاش حدوة الفرس (Rhinolophus alcyone)
- 17 من آكلات اللحوم : الوشق الإفريقي (Caracal caracal)، النمس المصري (Herpestes ichneumon)، النمس الغامبي (Mungos gambianus)، القضاعة (Lutra maculicollis)
- 14 ذوات الحوافر : خنزير الغابات العملاق (Hylochoerus meinertzhageni)، كوب (كوبوس شراء)، ظبي الماء (K. ellipsiprymnus)
- تسعة آكلات للحشرات: القنفذ ذو الأربعة أصابع (Atelerix albiventris)، الزبابة المتسلقة (Suncus megalura)
- سبعة رئيسيات : الشمبانزي (Pan troglodytes)، غالاجو السنغالي (Galago senegalensis)
- البنغول العملاق (Manis gigantea) آكل نمل حرشفي شجري (M. tricuspis)، و
- قواع السفناء الأفريقي (Lepus victoriae).

سُجل خروف البحر الأفريقي (Trichechus senegalensis). في عام 1997، عاد الأسد (Panthera leo) إلى المنطقة المحمية، وربما يهاجر من منطقة نهر تينكيسو.

## التهديدات
هناك تجارة كبيرة للحيوانات التي تُصطاد من المنتزه. في الوقت الحالي يُدار هذا الأمر بعناية من قبل سلطات المتنزهات، والذين يشعرون أن خلق حوافز للإدارة الحذرة للموارد هو أفضل طريقة لحماية الغابة ككل. وهذا يتماشى مع الاتجاهات الحالية في الحفاظ على المجتمع.